# Вер Ельснер
Вер Ельснер— одна з героїнь роману Віктора Петрова-Домонтовича «Доктор Серафікус», втілення концепту модерної "нової жінки".

## Зовнішність
Віктор Домонтович «Доктор Серафікус»:
«Висока на зріст, струнка, може, навіть не тільки струнка, а й сухорлява, з пласкими, згідно з модою, грудями, з засмаленим вузьким обличчям і вузькими засмаленими плечима, — елеґантна, гостра на язик, дотепна, тонка, розбещена, Вер була більше приваблива, ніж вродлива».
«Корвин цілував Вер у підголену потилицю».
«Коли вона була одягнена, убрання заховувало витягненість її довгих ніг. Коротке темне трико, вузькою смугою охоплюючи вигин стегна, одкривало довгі ноги, що поволі звужувались від литок до вузької й темної ступні».
«Вер любила пляж, річку, смугу біло жовтого піску, берег, верболіз, натовп. Вона любила, скинувши верхнє вбрання, стояти напівроздягнена й роздивлятись натовп, як натовп роздивлявся її. Засмалених юнаків у синіх і червоних штанцях вона дразнила своїми духовитими десу, червоними підв'язками – Вер була брюнетка – і прозорістю довгих чорних панчіх».

## Біографічні дані
Вер була донькою поміщика, присяжного повіреного, який свого часу побував на засланні. Оповідання батька про студентів надихнули Вер вступити на курси, але атмосфера й оточення її швидко розчарували: «…студентська маса в своєму складі була аморфна, дезорієнтована, малокультурна, інтелектуальний рівень був дуже низький. Кіно, театр мініятюр, для студентів – карти, пулька в преферанс, пиво; для курсисток – флірт, недотепні дотепи, пісні, пікніки, кава й тістечка у Франсуа або Семадені». Вер хотіла жити на власні кошти, тому, в "роки розрухи", вона чіплялася за будь-які можливості: працювала на фабриці коло верстату й перекладала Верлена, згодом знайшла собі пристойніший вид заробітку — переклад творів Джека Лондона й Джозефа Конрада, проте, це не приносило їй ніякого задоволення, окрім як матеріального. 1922 року вийшла заміж за лікаря, але шлюб тривав усього 2 роки.

## Образ "нової жінки"
Феміністичний дискурс зламу віків, в контексті літератури, підштовхнув українську культуру до модернізації. Особливо це стосувалося зміни поглядів на роль жінки у патріархальному суспільстві, а також на колізії жіночої дружби й особистого життя. На відміну від патріархальної героїні, котрій була доступна обмежена кількість супільних ролей, статус модерної жінки залежить від її освіти, фаху й політичних поглядів.
У романі «Доктор Серафікус» Вер Ельснер - це ідеал вільної жінки, вищу міру свободи якій дає мистецтво, гра й акторство. Домонтович протиставляє Вер Ельснер типовій патріархальній героїні — Тані, для якої сенс життя полягає в тому, щоб вдало вийти заміж, народити дітей та створити "домашнє вогнище".
"Нова жінка" початку XX століття формується в атмосфері декадансу: «Вер ненавиділа інтелігенцію, парляментаризм, лібералізм, слова про поступ, прогрес, еволюціонізм, ідеали добра й гуманістичної добрости». Головним напрямком для Вер стає самовдосконалення, духовне збагачення і свобода від суспільних норм. Вона прагне позбутися умовностей і обмежень. Від батька їй передався захват революційним подвижництвом: «Вона мріяла про долю Софії Перовської та Віри Фігнер», але, як зазначає Віра Павлівна Агеєва, «цей ідейний спадок, — як, зрештою, й будь-які батьківські заповіді, — виявився дещо старомодним і невідповідним духові епохи». Їй імпонував максималізм революції і заклик перебудувати світ, але вона швидко розчаровується в цих ідеях. Її нове бажання – власне становлення й формування себе як неповторної індивідуальності.
Домонтович, як писала Соломія Павличко, «захоплений жінками, котрі зневажають сентименти й прагнуть позбутися "невинності"» , — такою він і змальовує Вер Ельснер.

##### Риси Вер Ельснер як "нової жінки"
- Не приховує своєї сексуальності
- Позиціонує себе як самостійну особистість, не залежну від чоловіка матеріально й ментально
- Вміє протистояти емоціям й виробляти внутрішню самодисципліну
- Кидає виклик патріархальним установкам життя й обмеженню жінки соціальними ролями "матері", "дружини"
- Вміє підпорядковувати собі чоловіків
- Головний життєвий орієнтир - не "місячне" кохання (тому що воно веде до залежності), а мистецтво, як вияв свободи
- Шукає мінливості, недомовленостей і парадоксів, замість сталості й означеності [4]
- Кохання тяжіє до гри, набуває найрізноманітніших форм (паралельні романи; збудження, але не задоволення бажань тощо)

## Цікаві факти
- Прототипом героїні стала Вероніка Олександрівна Черняхівська

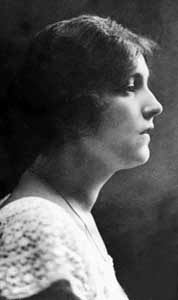

- Описуючи життя Вер, В. Домонтович порівнює її з Сібіллою Вен, героїнею роману Оскара Вайлда «Портрет Доріана Грея»: «Вайлд розповів історію однієї дівчини, що була видатною акторкою доти, доки не покохала. Вона загубила в собі акторку, коли відчула в собі жінку» [5].